# 자레치니 (펜자주)
자레치니(러시아어: Заречный)는 러시아 펜자주에 위치한 도시로 인구는 63,601명(2010년 기준)이다. 펜자에서 동쪽으로 12km 정도 떨어진 곳에 위치한다.
1958년에 신설되었으며 1962년부터 1992년까지는 펜자-19(Пенза-19)라는 이름의 폐쇄 도시로 남아 있었다. 1992년 도시 지위를 부여받으면서 지금과 같은 이름으로 바뀌었다.

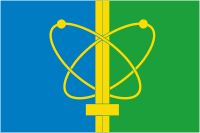
시기
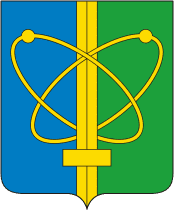
시 문장